# Култура на Китай
Китайската култура е една от най-старите култури в света, възникнали преди хиляди години. Китайските обичаи, вярвания, традиции и художествени изрази са се развивали в продължение на хиляди години. Произходът на китайската култура е датиран около 2100 г. пр.н.е. В., в днешната провинция Хенан.
Китайския език е част от китайско-тибетската група. В исторически план езикът е говорен от малцинството Хан китайски и е базиран на основата на диалекта на северната част на страната.
Китайската писменост е една от най-ранните форми на писменост в света. В речника Кангси (на китайски: 康熙字典), стандартният национален речник, разработен през 18 и 19 век, има 47 035 китайски иероглифа. Първите иеоглифи са изписани върху карапаците на костенурки и бозайници по време на династията Шан (1600 – 1046 пр.н.е.).
Китайския живопис се е развивал в продъжение на над 1000 години. В този стил се акцентира, единството на човека и космоса и непрекъснатата динамиката на тази вселена. Много от творенията на класическите творци в тази област са базирани върху традиционната китайска мисъл Вселената се състои от вдишвания (чи) с различни плътности и винаги движещи се, които са източника на живот. По време на династиите Цин и Хан се развива фресковата живопис. Един от най-ярките творци през III – IV век е Гу Кайчжи. Следващият важен етап от развитието на живописта в Китай по това време са епохите династиите на Суи, Танг, Пет династии и Сун. Един от най-ярките китайски художници в областта на живопистта е Ци Байши.

## Философия
- Конфуцианство